# Abe Bunichiro
Bunichiro Abe (sinh ngày 2 tháng 4 năm 1985) là một cầu thủ bóng đá người Nhật Bản.

## Sự nghiệp câu lạc bộ
Bunichiro Abe đã từng chơi cho Shimizu S-Pulse và Sagan Tosu.